# August Gottlieb von Bornstedt
August Gottlieb von Bornstedt (* 1698; † 13. Dezember 1772 in Magdeburg) war ein preußischer Generalmajor und Chef des Infanterieregiments Nr. 20.

## Leben

### Herkunft
August Gottlieb war der Sohn des königlich-polnischen und kursächsischen Generalleutnants Heinrich Ehrenreich von Bornstedt aus dem Hause Lauchstädt und dessen Frau, eine geborene von der Groeben.

### Militärkarriere
Bornstedt wurde 1714 im Infanterieregiment „Arnim“ Nr. 5 angestellt. 1724 wurde er Leutnant, 1729 Stabshauptmann und 1733 wirklicher Kapitän. Er war mit seinem Regiment am Rheinfeldzug 1734/35 beteiligt. Im Jahr 1741 wurde er Major, 1745 Oberstleutnant und 1749 Oberst. 1753 erhielt er das Kommando im Infanterieregiment „von Borke“ Nr. 20. Im Mai 1757 wurde er Chef dieses Regiments und Generalmajor. Er fragte um seine Entlassung nach, die er im April 1759 erhielt.
Er nahm an den Schlesischen Kriegen teil, während des Siebenjährigen Krieges war er 1757 eine Zeitlang Kommandeur von Dresden.

### Familie
Bornstedt war mit Philippine Sophia Spiegel von Peckelsheim verheiratet.